# Università degli Studi di Messina
L'Università degli Studi di Messina (acr. "UniMe") è una università statale italiana, istituita nel 1548 da papa Paolo III e rifondata nel 1838 da Ferdinando II.

## Storia

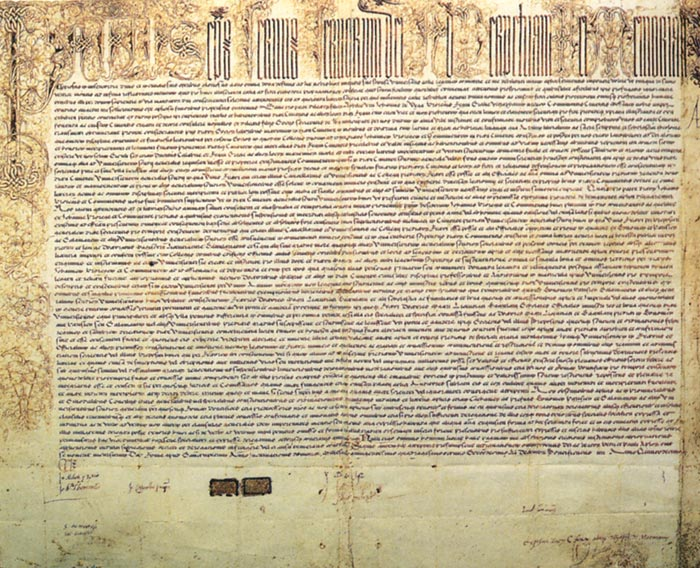
La bolla datata 16 novembre 1548 del Pontefice Paolo III istitutiva il Messanense Studium Generale.

Papa Paolo III Farnese aveva emanato il 16 novembre 1548 la bolla Copiosus in misericordia Dominus che istituiva a Messina il Messanense Studium Generale. Il mese dopo con un’altra bolla papale, la Summi sacerdotis ministerio veniva istituito quello che si può definire il primo collegio gesuitico al mondo: Primum ac prototypum.
Sant’Ignazio di Loyola, fondatore dei Gesuiti, aveva visto in Messina un centro strategico destinato a sorreggere culturalmente la penetrazione Cristiana nel mondo dell’oriente Ortodosso e Musulmano, si trattava quindi di mettere in pratica un disegno politico e pedagogico di grande importanza per tutta la Cristianità. I Gesuiti si assumevano allora il compito di formare i cristiani e non è possibile trascurare il fatto che proprio in quel periodo il luteranesimo stava diffondendosi in tutta Europa colpendo la gerarchia e la dottrina della Chiesa che a sua volta aveva risposto con la controriforma e col Concilio di Trento, una risposta culturale ad un attacco fatto ai fondamenti stessi della dottrina cattolica e della cultura europea.

Il collegio di Messina, chiesto dai giurati messinesi formalmente fin dal dicembre 1547 e chiesto anche dal viceré Juan de Vega, fu quindi il primo in assoluto e divenne modello per i successivi che la Societate Iesu avrebbe aperto in seguito, fu quindi l’inizio di un progetto su vasta scala. Nasceva così la prima Università della città di Messina dove si insegnavano Diritto, Teologia, Logica, Filosofia, Matematica, Ebraico, Retorica, Grammatica, Greco ed i cosiddetti Studia Humanitatis. Ignazio di Loyola inviò a Messina il confratello Pietro Canisio, uomo di grande spessore umano e culturale, oggi venerato dai cattolici come Santo e Dottore della Chiesa, grande maestro di teologia che organizzerà ed insegnerà nel collegio per anni prima di andare a svolgere la stessa attività a Bologna.
Quantunque la città di Messina possa vantare un'antica tradizione culturale e d'insegnamento legata all'esistenza, sul finire del XIII secolo di una scuola di diritto e, nel XV secolo, di una rinomata scuola di greco, il locale Studium Generale fu formalmente istituito dal pontefice Paolo III nel novembre 1548. Il regolare funzionamento dell'Ateneo fu, tuttavia, paralizzato dalle controversie nel frattempo sorte con i gesuiti, ai quali non si volle lasciare il controllo dell'istituzione, nonché con la vicina Catania, che rivendicò il monopolio sugli studi universitari nell'isola.
Nel 1565 l'Ateneo operò una migliore articolazione dei corsi accademici con l'arrivo di docenti rinomati, coadiuvata dalla presenza di un buon numero di studenti provenienti anche dalla Calabria; ciononostante lo Studium non poté conferire lauree, a causa del contenzioso con il Siculorum Gymnasium di Catania, il quale non le conferì piena autonomia temendo di perdere il proprio ruolo di rilievo nell'ambito isolano. Tra il 1591 e il 1595 con l'intervento del tribunale romano della Sacra Rota la situazione si sbloccò, grazie ad una sentenza definitiva a favore dell'Ateneo messinese. Successivamente, Messina, a fronte di un consistente donativo di circa 200.000 onze, ottenne da Filippo II la rifondazione dell'università con la facoltà di conferire titoli dottorali, cosicché nel 1596 poté concretamente iniziare la sua attività poi conclusasi nel 1678 a causa della rivolta antispagnola. Raggiunse alti livelli, con docenti di spicco tra cui Giovanni Alfonso Borelli, Pietro Castelli, Giovan Battista Cortesi, Carlo Fracassati, Giacomo Gallo, Mario Giurba, Marcello Malpighi e Francesco Maurolico.
Dopo un lungo periodo, durante il quale gli studi superiori venivano impartiti nella locale Accademia Carolina, l'Ateneo fu rifondato nel 1838 dal re Ferdinando II. Nel 1847, in seguito alla Rivoluzione siciliana e al conseguente assedio della città, fu nuovamente chiuso, per essere riaperto due anni più tardi con la limitazione, tuttavia, di non potere immatricolare studenti calabresi o provenienti dalle altre province siciliane. Dopo questi anni l'Università annovera numerosi docenti di spicco come Pietro Bonfante, Leonardo Coviello, Vittorio Martinetti, Vittorio Emanuele Orlando, Giovanni Pascoli e Gaetano Salvemini.
Nel 1862, l'università di Messina subì il declassamento ad ateneo di seconda classe e, solo per mezzo d'una convenzione promossa dalla Provincia, dal Comune e dalla Camera di commercio ed arti, nel 1885 potette assumere la qualifica di "pareggiata di I grado". 
Gli studenti, in parte provenienti dalla vicina Calabria, non furono molto numerosi e negli anni dal 1890 al 1908 si ebbe una media di iscritti fra le 650 e le 700 unità.

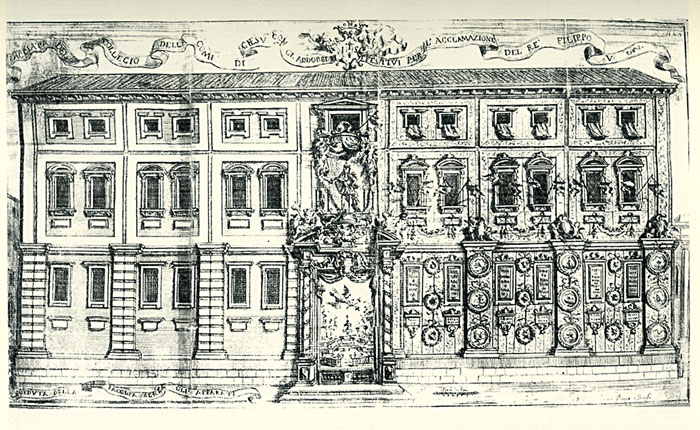
Prospetto dell'Ateneo prima del terremoto del 1908

Il sisma del 1908 fece precipitare la situazione: sotto le macerie restano sepolti quattordici dei quarantanove professori, mentre le biblioteche e le attrezzature scientifiche furono in gran parte distrutte. La riapertura della facoltà di giurisprudenza avvenne nell'ottobre del 1909.
Il rettore Giovanni Battista Rizzo, inaugurando l'anno accademico 1911-12, comunicò con "ragione di compiacimento e di legittimo orgoglio" che, nonostante la precarietà delle strutture, i corsi sarebbero stati regolari; risultarono immatricolati 219 studenti di cui 190 a giurisprudenza e 29 a lettere. Nel 1914-1915 si riaprono i bienni delle facoltà di scienze, farmacia e medicina. Nel 1919-1920, grazie a un intervento delle istituzioni locali, che deliberarono la costituzione di un consorzio per la gestione dell'ospedale civico in cui trovano sede provvisoria le cliniche, anche medicina completò i suoi corsi. Anno dopo anno, l'Ateneo ha rafforzato i suoi edifici e ha svolto un ruolo di primo piano nelle manifestazioni culturali del paese, superando anche il difficile periodo della ricostruzione del secondo dopoguerra, grazie ai Rettori Gaetano Martino e Salvatore Pugliatti.

## Struttura
In seguito alla riforma dello schema organizzativo dell'università del 2010, l'ateneo è suddiviso in dodici dipartimenti:
- Civiltà antiche e moderne (DICAM)
- Economia
- Giurisprudenza
- Ingegneria
- Medicina clinica e sperimentale
- Patologia umana dell'adulto e dell'età evolutiva
- Scienze biomediche, odontoiatriche e delle immagini morfologiche e funzionali
- Scienze chimiche, biologiche, farmaceutiche ed ambientali
- Scienze cognitive, psicologiche, pedagogiche e degli studi culturali
- Scienze matematiche e informatiche, scienze fisiche e scienze della terra
- Scienze politiche e giuridiche
- Scienze veterinarie

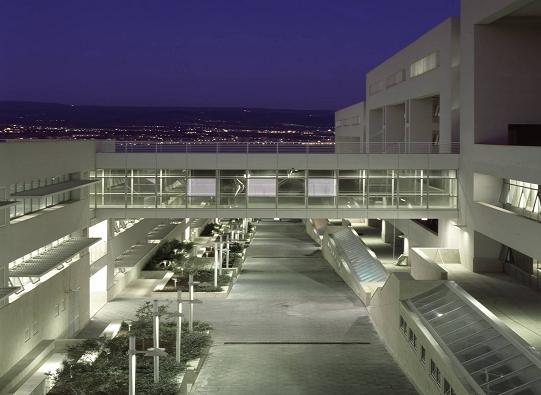
Facoltà di ingegneria – polo "Papardo"

L'Ateneo è formato da quattro poli collocati in diverse aree della città:
- Polo "Annunziata" (zona nord)
- Polo "Centrale" (centro storico)
- Polo "Papardo" (zona nord)
- Polo "Policlinico" (zona sud)

## Rettori
Elenco cronologico dei rettori:
- Giuseppe Oliva (1884-1891)
- Gian Antonio Maggi (1891-1893)
- Giuseppe Fraccaroli (1893-1894)
- Ettore Stampini (1895-1896)
- Giacomo Macrì (1896-1897)
- Vittorio Martinetti (1900-1908)
- Giuseppe Oliva (1909-1911)
- Giovanni Battista Rizzo (1911-1928)
- Gaetano Vinci (1928-1932)
- Emanuele Oliveri (1932-1935)
- Gaetano Vinci (1935-1939)
- Salvatore Maggiore (1939-1940)
- Salvatore Sgrosso (1940-1943)
- Gaetano Martino (1943-1954)
- Salvatore Pugliatti (1957-1975)
- Gaetano Livrea (1975-1983)
- Guglielmo Stagno d'Alcontres (1983-1995)
- Diego Cuzzocrea (1995-1998)
- Gaetano Silvestri (1998-2004)
- Francesco Tomasello (2004-2013)
- Pietro Navarra (2013-2018)
- Salvatore Cuzzocrea (2018-2023)
- Giovanna Spatari (2023-in carica)